# 은하 4호
은하 4호는 북한의 우주 발사체이다.

## 역사
2013년 1월 3일 자 노동신문을 통해 북한은 6기의 은하 로켓이 있다고 주장하면서 은하 4호와 은하 5호는 지구관측위성 발사용이고, 은하 6호, 은하 7호, 은하 8호는 통신위성 발사용이며, 은하 9호는 달 궤도 탐사위성(lunar orbiter) 발사용이라고 밝혔다.
2017년 12월 11일, 김정은 위원장이 평양에서 열린 군수공업대회의 비공개 자리에서 은하 4호의 발사를 지시했다. 이 미사일의 기체 개발은 거의 완료됐지만, 발사준비에만 앞으로 6개월가량 소요될 것이다. 2018년 9월 9일 북한 정권 수립 70년에 맞춰 발사될 것으로 추측된다.
- 2016년 7월 20일, 대한민국 항우연은 추력 75톤 액체연료 로켓 엔진 KRE-075의 연소 시험에 성공했다.
- 2016년 9월 20일, 북한은 추력 80톤 액체연료 로켓 엔진 백두엔진의 지상 연소실험에 성공했다.
- 2017년 7월 4일, 화성 14호 1차 시험발사 성공, 1단에 백두엔진 1개 사용
- 2017년 7월 28일, 화성 14호 2차 시험발사 성공
- 2017년 11월 29일, 화성 15호 시험발사 성공. 1단에 백두엔진 2개 사용
- 2017년 12월 11일, 은하 4호 발사 지시

따라서 은하 4호는 1단에 백두엔진을 사용할 것으로 추측된다. 화성 15호를 그대로 사용한다면 1단에 백두엔진 2개를 사용할 수도 있다. 그러나 한국과 우주개발경쟁을 벌이고 있다는 점을 감안하면, 누리호처럼 1단에 백두엔진 4개를 사용할 가능성도 없지 않다. 북한은 은하 1호(대포동 1호), 은하 2호, 은하 3호의 1단에 모두 액체연료 로켓 엔진 4개를 묶는 방식을 사용했었다. 추력 80톤 엔진 4개를 묶으면 추력 320톤으로, 세계 최대 핵미사일인 SS-18 사탄의 초기형인 240톤 보다 1단 추력이 더 높다. R-36을 NATO는 SS-18 사탄이라고 부른다. 사탄1, 사탄2, 사탄3, 사탄4, 사탄5, 사탄6의 6가지 버전이 있다. 2016년 현재 실전배치되어 있는 것은 사탄5이다.

## 발사장
북한의 우주개발은 국가항공우주기술총국이 주관하고, 우주 발사체 발사장은 서해 위성 발사장이다. 한국은 동창리 미사일 발사장이라고 부른다.